# ذاکر حسین (بازیکن هاکی روی چمن)
ذاکر حسین (اردو: ذاکِر حسین؛ زادهٔ ۱ ژانویهٔ ۱۹۳۴ - درگذشته ۱۹ اوت ۲۰۱۹) بازیکن هاکی روی چمن اهل پاکستان بود.